# 福島茂富
福島 茂富（ふくしま しげとみ、1888年11月～1950年2月15日）は山梨県出身の経営者。精養軒社長を務めた。

## 来歴
明治21年（1888年）、父・須田五郎（耕）と母とら（登良）の二男として山梨県東八代郡一宮村で生まれた。須田家は当時でも600年以上続く旧家であり、代々郡中惣代や里正を務めたという。母とらは根津財閥創始者であった根津嘉一郎の姉で、茂富は根津にとって甥であった。
山梨で遊興にふけったのち、24歳で故郷を離れ大磯にあった根津の別荘に住み込んだ。これは茂富の放蕩をいさめるためとも言われ、根津による監禁という表現すら見られる。ここで庭の手入れなど家の下働きに1年ほど従事したのち、1913年（大正2年）に根津が経営するカブトビール（のちの日本麦酒鉱泉）に入社した。
ここで茂富は飲食店での自社ビール取り扱いを増やす方策として、ビール瓶の王冠を現金に引き換えるキャンペーンを立案した。最初は王冠の裏に現金が当たるくじを付ける案を考えたが警察が難色を示したため、全ての王冠を3銭と引き換える方法に変更した。さらに新聞広告を継続的に掲出することで広告単価の削減と消費者への訴求を両立させ、同社の主力商品であったユニオンビールの売り上げ向上を実現した。
1922年（大正11年）、福島りゃう（良）の養子となり、翌1923年には福島家の家督を相続した。根津には1913年に長男藤太郎が生まれていたが当時はまだ成人前であり、経済誌では茂富を根津の後継者と見なす報道が見られた。
日本麦酒鉱泉では支配人まで務めたが、1933年（昭和8年）に同社が大日本麦酒と合併すると、茂富は根津財閥の一角である富国徴兵保険（後の富国生命保険）に転身し、取締役として活動した。
1934年（昭和9年）、当時解散の危機にあった精養軒から会社更生の相談を受けた。再建案をまとめて銀行や株主の同意を取り付け、同年5月15日に同社の社長に就任した。東海道線の食堂車において蒸しタオル提供のサービスを始めた。
さらに、茂富は根津財閥系列に留まらない様々な業種に関わるようになった。1936年には後楽園スタヂアムの設立にも関わり、取締役の任に就いた。
1940年時点での主な役職は以下の通り。
- 根津系
  - 根津合資会社：出資社員
  - 富国徴兵保険／太平生命保険：常務兼第一部長
  - 武蔵野鉄道：取締役[注釈 2]
- 根津系以外
  - 横山工業所：取締役会長[注釈 3]
  - 精養軒：社長
  - 大日本麦酒：監査役
- ピー・シー・エル映画製作所／東宝映画：監査役

1940年に根津が死去すると、義従兄の根津啓吉や実兄の須田宣とともに、後継者となった藤太郎（後に2代目嘉一郎を襲名）を支えた。
1950年（昭和25年）2月15日夕刻、脳出血のため自宅で死去。享年61。同月19日に東京都港区麻布仲之町の自宅で社葬が執り行われ、多磨霊園に埋葬された。精養軒の社長職は妻の静子が受け継いだ。

## 家族

### 一宮村・須田家
- 父・五郎（資料により耕）（生没年不詳）
- 母・とら（登良）（生没年不詳）
  - 初代根津嘉一郎の姉。
- 兄・宣（1878年（明治11年）3月 - 1945年（昭和20年）10月15日[22]）
  - 長兄であるが家督を末弟・藤平に譲り、茂富と同様に根津嘉一郎のもとで活動した。東武鉄道常任監査役などを歴任。二男の栄三郎は後に根津啓吉の養子となり、根津本家を継いだ。
- 弟・藤平（生没年不詳）
  - 須田家の家督を継いだ。
- 妹・あい（明治20年1月 - 没年不詳）
  - 根津嘉一郎のもとで暮らすが、後に分家。

### 麻布・福島家
- 養母・りゃう（良）（生没年不詳）
  - 根津合名会社[23]や東武鉄道[24]の株主。当時の文書では、京橋[25]三十間堀にあったうなぎ屋の娘で、根津嘉一郎が頻繁に通い、金の無心もしていたという。根津の妾とする記述もあり[26]、自らの後継者候補である茂富を彼女の養子にあてがったとする報道がある[27]。
- 妻・静子（1900年（明治33年）9月7日[21] - 1996年（平成8年）8月5日）
  - 元子爵・酒井忠美の二女。三輪田高等女学校卒[21]。茂富の死後、精養軒社長を継承し社長・会長・相談役を歴任。音楽を志す大学生を支援するため福島育英会を設立し、財産の多くを移管した[28]。また美術品などのコレクションを根津美術館に寄贈した[29]。肺炎で死去。享年95[30]。茂富と同じ墓に埋葬された[31]。
- 養子・幸雄（? - 2002年1月9日）
  - 東京芸術大学卒業。静子社長の時代に精養軒専務取締役を務め、のち社長・会長を歴任した[32]。肝不全で死去。享年65[33]。